# Oribazus
Oribazus is een geslacht van kevers uit de familie van de loopkevers (Carabidae). De wetenschappelijke naam van het geslacht is voor het eerst geldig gepubliceerd in 1874 door Chaudoir.

## Soorten
Het geslacht Oribazus omvat de volgende soorten:
- Oribazus catenulatus Chaudoir, 1874
- Oribazus quinquestriatus Chaudoir, 1874